# Сотворившая чудо (фильм, 1962)
«Сотвори́вшая чу́до» (англ. The Miracle Worker) — второй полнометражный фильм американского режиссёра Артура Пенна. Картина снята по пьесе «Сотворившая чудо» Уильяма Гибсона, основанной на автобиографии слепоглухонемой Хелен Келлер «История моей жизни». В главных ролях снялись Энн Бэнкрофт и Патти Дьюк. Фильм выиграл премии «Оскар» в номинациях «Лучшая женская роль» и «Лучшая женская роль второго плана».
Картина занимает 15 место в списке 100 самых вдохновляющих американских фильмов за 100 лет по версии AFI.

## Сюжет
Директор Школы Перкинса для слепых Майкл Анагнонс предлагает бывшей воспитаннице школы Энн Салливан работу в семье Келлеров, где живёт девочка Хелен, ставшая слепоглухой после перенесённой в младенчестве скарлатины. У неё часто случаются приступы истерии, она не умеет говорить, ходить и пользоваться столовыми приборами. Салливан соглашается.
Первой целью Салливан ставит внушить Келлер понятие о дисциплине. Она учит Хелен пользоваться столовыми приборами и салфетками, а также прямохождению. Однако главной целью для себя Салливан ставит объяснить Келлер то, что каждый предмет имеет название. Она требует изолировать девочку от остальных членов семьи в небольшом доме, где постоянно обучает её новым словам, которые продолжают ничего не значить для Хелен.
Две недели, данные Салливан на обучение, заканчиваются. Она собирается уезжать, не добившись выполнения своей задачи, как вдруг в сознании девочки происходит резкий прорыв: она внезапно понимает, что особые прикосновения Салливан к её руке обозначают слова и соответственно предметы. Она впервые пытается произнести слово «вода». Фильм заканчивается тем, что Келлер и Салливан разговаривают с помощью пальцев рук и девочка признается ей в любви.

## Отзывы
Реакция критиков была почти исключительно положительной. Босли Кроутер, критик The New York Times, назвал фильм «незабываемым показом физически мощного действия», а также высоко оценил игру Бэнкрофт и Дьюк. В рецензии в еженедельнике TV Guide картина описывается как «превосходная, ужасающая, мучительно откровенная и иногда жестокая». В Time Out фильм рецензировали как «потрясающе внушительное произведение искусства».

## В ролях
| Актёр          | Роль           |
| -------------- | -------------- |
| Энн Бэнкрофт   | Энн Салливан   |
| Патти Дьюк     | Хелен Келлер   |
| Виктор Джори   | Артур Келлер   |
| Инга Свенсон   | Кэти Келлер    |
| Эндрю Прайн    | Джеймс Келлер  |
| Кэтлин Комегис | тётя Ив        |
| Би Ричардс     | горничная Вини |
| Грант Коуд     | доктор         |

## Награды и номинации
| Награды и номинации                          | Награды и номинации | Награды и номинации                           | Награды и номинации | Награды и номинации |
| Награда                                      | Год                 | Категория                                     | Номинирован(а)      | Итог                |
| -------------------------------------------- | ------------------- | --------------------------------------------- | ------------------- | ------------------- |
| Оскар                                        | 1963                | Лучшая женская роль                           | Энн Бэнкрофт        | Победа              |
| Оскар                                        | 1963                | Лучшая женская роль второго плана             | Патти Дьюк          | Победа              |
| Оскар                                        | 1963                | Лучшая режиссура                              | Артур Пенн          | Номинация           |
| Оскар                                        | 1963                | Лучший адаптированный сценарий                | Уильям Гибсон       | Номинация           |
| Оскар                                        | 1963                | Лучший дизайн костюмов                        | Рут Морли           | Номинация           |
| BAFTA                                        | 1963                | Лучший фильм                                  |                     | Номинация           |
| BAFTA                                        | 1963                | Лучшая женская роль                           | Энн Бэнкрофт        | Победа              |
| Премия Гильдии американских режиссёров       | 1963                | Лучшая режиссура                              | Артур Пенн          | Номинация           |
| Золотой глобус                               | 1963                | Лучший фильм — драма                          |                     | Номинация           |
| Золотой глобус                               | 1963                | Лучшая женская роль — драма                   | Энн Бэнкрофт        | Номинация           |
| Золотой глобус                               | 1963                | Лучшая женская роль второго плана — кинофильм | Патти Дьюк          | Номинация           |
| Laurel Award                                 | 1963                | Лучший фильм                                  |                     | Номинация           |
| Laurel Award                                 | 1963                | Лучшая женская роль второго плана             | Патти Дьюк          | Победа              |
| Laurel Award                                 | 1963                | Лучшая женская роль — драма                   | Энн Бэнкрофт        | Номинация           |
| Премия Национального совета кинокритиков США | 1962                | Лучшие 10 фильмов                             |                     | Победа              |
| Премия Национального совета кинокритиков США | 1962                | Лучшая женская роль                           | Энн Бэнкрофт        | Победа              |
| Кинофестиваль в Сан-Себастьяне               | 1962                | Лучшая режиссура                              | Артур Пенн          | Победа              |
| Кинофестиваль в Сан-Себастьяне               | 1962                | Лучшая женская роль                           | Энн Бэнкрофт        | Победа              |
| Премия Гильдии американских сценаристов      | 1963                | Лучший сценарий                               | Уильям Гибсон       | Номинация           |
| Photoplay                                    | 1963                | «Золотая медаль за фильм года»                |                     | Победа              |